# Jansada Kanha
Jansada Kanha (thailändisch เจษฎา กันหา; * 4. Oktober 1998) ist ein thailändischer Fußballspieler.

## Karriere
Jansada Kanha stand bis Ende 2019 beim Muang Loei United FC unter Vertrag. Der Verein aus Loei, einer Stadt in der Provinz Loei, spielte in der vierten Liga, der Thai League 4, in der North/Eastern Region. Mit dem Klub wurde er Ende 2019 Meister der Region. Anfang 2020 wechselte er zum Zweitligisten Navy FC. Mit dem Verein aus Sattahip spielt er in der zweiten Liga, der Thai League 2. Sein Zweitligadebüt gab er am 16. September 2020 im Auswärtsspiel gegen den Chiangmai FC. Hier stand er in der Anfangsformation und spielte die kompletten 90 Minuten. Nach acht Zweitligaspielen für die Navy wurde sein Vertrag Ende 2020 nicht verlängert. Ende 2020 schloss er sich seinem ehemaligen Verein, dem Drittligisten Muang Loei United, an. Hier stand er bis Saisonende unter Vertrag. Zu Beginn der Saison 2021/22 kehrte er zum Navy FC zurück. In der Hinrunde absolvierte er elf Zweitligaspiele für die Navy. Nach der Hinrunde wechselte er zum ebenfalls in Satthahip beheimateten Air and Coastal Defence Command FC. Der Verein spielte in der Eastern Region der dritten Liga. Im August 2022 nahm ihn der Bangkoker Zweitligist Raj-Pracha FC unter Vertrag. Am Ende der Saison 2022/23 musste er mit den Hauptstadtverein in die dritte Liga absteigen. Nach dem Abstieg und 25 Zweitligaeinsätzen wechselte er im Juli 2023 zum Zweitligisten Samut Prakan City FC. Nach einer Spielzeit, in der er 14 Zweitligaspiele bestritt, wechselte er im Sommer 2024 in die dritte Liga. Hier schloss er sich dem in der North/Eastern Region spielenden Muang Loei United FC an.

## Erfolge
Muang Loei United FC
- Thai League 4 – North/East: 2019